# Dorylus katanensis
Dorylus katanensis är en myrart som beskrevs av Hermann Stitz 1911. Dorylus katanensis ingår i släktet Dorylus och familjen myror. Inga underarter finns listade i Catalogue of Life.